# Park Ye-eun
Park Ye-eun (hangul: 박예은), även känd under artistnamnen Yeeun, Yenny och Ha:tfelt, född 26 maj 1989 i Goyang, är en sydkoreansk sångerska och låtskrivare.
Hon var tidigare medlem i den sydkoreanska tjejgruppen Wonder Girls från gruppens debut 2007 till det att den upplöstes 2017. Yeeun släppte sitt solo-debutalbum Me? den 31 juli 2014 under artistnamnet Ha:tfelt.

## Diskografi

### Album
| Albuminformation                      | Topplacering          |
| Albuminformation                      | Sydkorea (Gaon Chart) |
| ------------------------------------- | --------------------- |
| Me? (EP-skiva) - Släppt: 31 juli 2014 | 6                     |

### Singlar
| År   | Titel           | Topplacering          |
| År   | Titel           | Sydkorea (Gaon Chart) |
| ---- | --------------- | --------------------- |
| 2014 | "Ain't Nobody"  | 16                    |
| 2015 | "There Must Be" | —                     |
| 2017 | "Thru the Sky"  | —                     |
| 2017 | "Cross Country" | —                     |